# 흐림베르헌

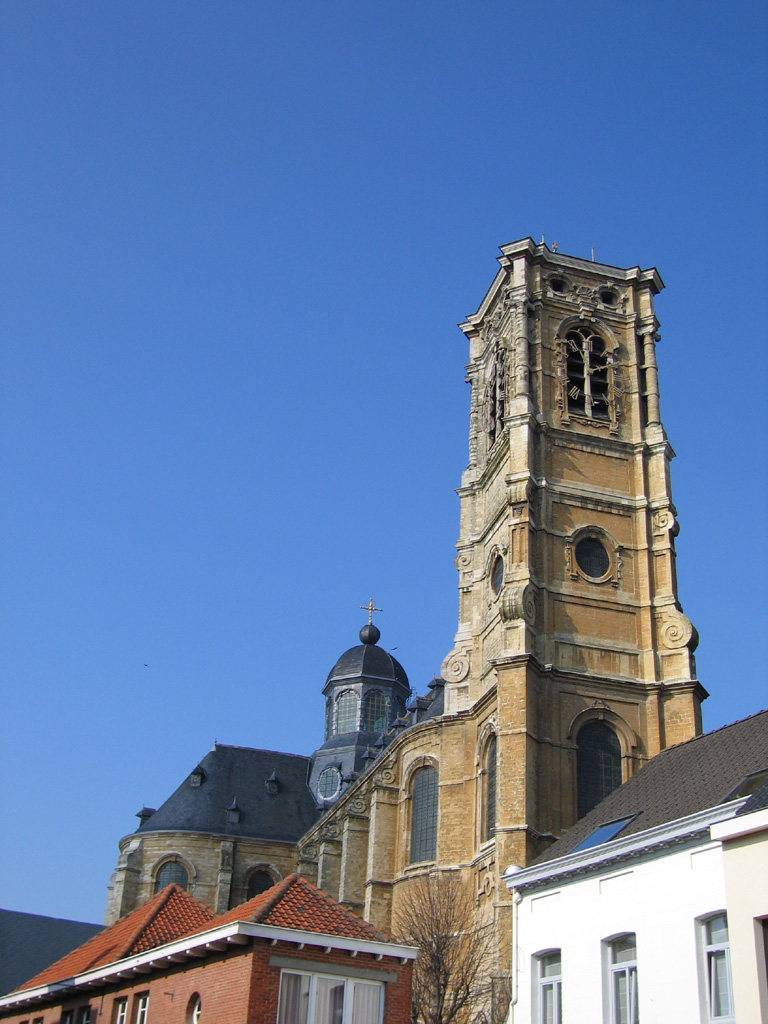
흐림베르헌 수도원

흐림베르헌(네덜란드어: Grimbergen)은 벨기에 플란데런 지역 플람스브라반트주에 위치한 도시로 면적은 38.59km2, 인구는 36,742명(2016년 1월 1일 기준), 인구 밀도는 950명/km2이다.
벨기에의 수도인 브뤼셀에서 북쪽으로 10km 정도 떨어진 곳에 위치한다. 1128년에 설립된 프레몬트레 수도회 수도원, 맥주 양조장으로 유명한 곳이다.

시기
시 문장